# 70 Virginis b
70 Virginis b ist ein Exoplanet, der den rund 59 Lichtjahre von der Sonne entfernten Gelben Zwerg 70 Virginis im Sternbild Jungfrau umkreist. Er wird der Gruppe der Exzentrischen Jupiter zugerechnet.

## Entdeckung
Der Planet wurde am 30. Dezember 1995 von R. Paul Butler entdeckt und die Entdeckung, gemeinsam mit der von 47 Ursae Majoris b, am 17. Januar 1996 von Geoffrey Marcy anlässlich des Treffens der American Astronomical Society bekanntgegeben. Die Entdeckung erfolgte mittels der Radialgeschwindigkeitsmethode. 70 Virginis b war der zweite entdeckte Exoplanet um einen der Sonne ähnlichen Hauptreihenstern, nach dem wenige Monate zuvor nachgewiesenen Planeten 51 Pegasi b.

## Eigenschaften
Der Planet umkreist 70 Virginis in einer mittleren Entfernung von rund 0,481 Astronomischen Einheiten und hat eine hohe Bahnexzentrizität von etwa 0,4. Hierdurch schwankt seine tatsächliche jeweilige Entfernung vom Stern innerhalb seines Umlaufs stark. Seine Mindestmasse wurde anfänglich mit 6,6 Jupitermassen angegeben; nach neueren Untersuchungen beträgt sie rund 7,40 Jupitermassen. Von den Entdeckern wurde nicht ausgeschlossen, dass die Masse von 70 Virginis b auch deutlich höher sein könnte und es sich somit um einen Braunen Zwerg handelt. Die geschätzte effektive Temperatur beträgt 360 Kelvin.